# Корнишешти (Бихор)
Корнишешти (рум. Cornișești) насеље је у Румунији у округу Бихор у општини Добрешти. Oпштина се налази на надморској висини од 146 m.

## Становништво
Према подацима из 2002. године у насељу је живело 286 становника, од којих су сви румунске националности.